# Эмплектон
Эмплектон (др.-греч. Εμπλεκτόνος — вплетённый, смешанный) — в античной архитектуре обобщающее название различных способов «смешанной кладки» стен. Так, один из приёмов древнегреческой кладки из тёсаных камней, при которой «между лицевыми (наружными и внутренними) плоскостями стены в определённых местах для прочности пропущены диатоны — сквозные (поперечные) камни — во всю толщину стены, от одной лицевой плоскости к другой» называется диатонической кладкой (др.-греч. διατονικόν от др.-греч. δια-τεϊνω — растягивать, протягивать).
Другая разновидность схожей техники, которую применяли древние римляне — «римский эмплектон», или попросту «забутовка», — заполнение промежутка между двумя стенками (лицевыми камнями или кирпичной кладки) не поперечными блоками, а чередующимися слоями щебня и цементного раствора.
Близкое понятие — стереотомия, этим словом в античности называли вообще строительство из камня, искусство обрабатывать крупные каменные блоки — квадры. Стереотомия, в частности, — характерное свойство древнегреческой архитектуры, отличающее её от древнеримской. Способ кладки из одинаковых каменных блоков называется изодомией, или исодомом (др.-греч. ίσος — равный, одинаковый и др.-греч. δομής — ряд камней). Однако в позднюю эпоху, приблизительно во II веке до нашей эры, сами эллины стали упрощать технику кладки, используя кирпич, забутовку мелким камнем и галькой. Такая технология кладки под названием «opus caementicium», или «римский бетон», была перенята римлянами. Древнеримские строители, поставленные перед необходимостью быстро возводить огромные сооружения, предпочитали более дешёвую и быструю технику: они строили из кирпича с последующей мраморной облицовкой, а для экономии материала использовали «бут» (забутовку).